# Małgorzata Galwas
Małgorzata Maria Galwas (ur. 19 sierpnia 1973 w Zabrzu) – polska pływaczka, olimpijka z Barcelony 1992.
Zawodniczka specjalizująca się w stylu grzbietowym. Reprezentowała kluby: Górnik Zabrze w latach 1984-1992 oraz Unia Oświęcim w latach 1993-1994.
Mistrzyni Polski na 100 m stylem grzbietowym w latach 1991, 1992 oraz na 200 m stylem grzbietowym w latach 1989, 1991, 1992. Wielokrotna rekordzistka Polski zarówno na basenie 25 metrowym jak i 50 metrowym.
Na igrzyskach w Barcelonie wystartowała w wyścigu na 100 m stylem grzbietowym gdzie zajęła 29. miejsce, oraz w wyścigu na 200 m stylem grzbietowym zajmując 26. miejsce.

## Rekordy życiowe

### Basen 25 m
- 50 m stylem grzbietowym - 30,51 uzyskany 20 marca 1992 roku w Spale,
- 100 m stylem grzbietowym - 1.04,00 uzyskany 29 marca 1992 roku w Spale,
- 200 m stylem grzbietowym - 2.13,73 uzyskany 22 marca 1992 roku w Spale
- 50 m stylem grzbietowym - 31,59 uzyskany 9 sierpnia 1991 roku w Poznaniu,
- 100 m stylem grzbietowym - 1.05,36 uzyskany 28 lipca 1992 roku w Barcelonie,
- 200 m stylem grzbietowym - 2.17,73 uzyskany 31 lipca 1992 roku w Barcelonie.